# Sabaria perfulvata
Sabaria perfulvata là một loài bướm đêm trong họ Geometridae.